# 벌레먹이말
벌레먹이말은 끈끈이귀개과의 여러해살이풀로 학명은 Aldrovanda vesiculosa이다. 벌레먹이말속(Aldrovanda)의 현존하는 유일종이다.

## 특징
뿌리는 없고, 길이 6-25cm로 마디에서 6-8장의 잎이 윤생하고 잎은 지름 4-5cm이다. 잎자루는 쐐기 모양으로 끝에 털 모양의 돌기가 있고, 잎이 여닫으며 벌레를 잡아먹는다. 꽃은 녹색이며 잎겨드랑이에서 물 위로 올라와 피고, 당일에 시든다. 꽃받침, 꽃잎은 5수성, 암술대 끝은 잘게 갈라진다. 열매는 꽃이 진 후 물 속에 들어가 삭과가 되고, 씨는 타원형이며 검은색이다.

## 같이 보기
- 식충식물